# Far Cry: Vengeance
Far Cry: Vengeance – gra komputerowa wyprodukowana i wydana przez Ubisoft na konsolę Wii. Gracz steruje postacią Jacka Carvera znaną z poprzednich części serii. Jest on oskarżony o zabójstwo, którego nie popełnił. Gra wieloosobowa oferuje tryb chaos, gdzie wygrywa ostatnia żyjąca osoba.